# Four Days in November
Pour plus de détails, voir Fiche technique et Distribution.
Four Days in November est un film américain documentaire réalisé par Mel Stuart, sorti en 1964. Le film a pour sujet l'assassinat de John F. Kennedy.
Le film a été nommé à l'Oscar du meilleur film documentaire lors de la 37e cérémonie des Oscars.

## Fiche technique
- Titre : Four Days in November
- Réalisation : Mel Stuart
- Musique : Elmer Bernstein
- Pays d'origine : États-Unis
- Genre : documentaire
- Date de sortie : 1964

## Distribution
- Richard Basehart : Narrateur (voix)

## Récompense
- National Board of Review: Top Ten Films 1964